# Chevy Chase View
Chevy Chase View és una població dels Estats Units a l'estat de Maryland. Segons el cens del 2000 tenia 863 habitants.

## Demografia
Segons el cens del 2000, Chevy Chase View tenia 863 habitants, 303 habitatges, i 232 famílies. La densitat de població era de 1.281,6 habitants per km².
Dels 303 habitatges en un 38,6% hi vivien nens de menys de 18 anys, en un 70,6% hi vivien parelles casades, en un 4,3% dones solteres, i en un 23,4% no eren unitats familiars. En el 18,8% dels habitatges hi vivien persones soles l'11,6% de les quals corresponia a persones de 65 anys o més que vivien soles. El nombre mitjà de persones vivint en cada habitatge era de 2,85 i el nombre mitjà de persones que vivien en cada família era de 3,29.
Per edats la població es repartia de la següent manera: un 30,5% tenia menys de 18 anys, un 3,2% entre 18 i 24, un 20% entre 25 i 44, un 32,2% de 45 a 60 i un 14% 65 anys o més.
L'edat mediana era de 43 anys. Per cada 100 dones de 18 o més anys hi havia 94,2 homes.
La renda mediana per habitatge era de 120.828 $ i la renda mediana per família de 139.468 $. Els homes tenien una renda mediana de 100.000 $ mentre que les dones 77.899 $. La renda per capita de la població era de 58.916 $. Cap de les famílies i l'1,1% de la població estaven per davall del llindar de pobresa.

## Poblacions més properes
El següent diagrama mostra les poblacions més properes.